# Limbo (episodio de The Tomorrow People)
Limbo es el séptimo episodio de la primera temporada de la serie estadounidense de drama y ciencia ficción, The Tomorrow People. El episodio fue escrito por Nicholas Wootton y Micah Schraft y dirigido por Félix Alcalá. Fue estrenado el 20 de noviembre de 2013 en Estados Unidos por la cadena The CW.
Después de que Stephen decide divertirse un poco utilizando sus poderes, Jedikiah toma medidas extremas para asegurarse de que eso no vuelva a ocurrir. John siente una extraña tensión entre él y Cara después de regresar de su viaje con Russell. Stephen intenta manejar un nuevo y peligroso iniciado por su cuenta, pero pronto se encuentra con más de lo que puede lidiar.

## Elenco
- Robbie Amell como Stephen Jameson.
- Peyton List como Cara Coburn.
- Luke Mitchell como John Young.
- Aaron Yoo como Russell Kwon.
- Madeleine Mantock como Astrid Finch.
- Mark Pellegrino como el Dr. Jedikiah Price.

## Continuidad
- El episodio marca la primera aparición de El violador, Juergens, Jenny, Pauline, David, el agente Perkins y Rory.
- Astrid fue vista anteriormente en All Tomorrow's Parties.
- John y Russell regresan de su viaje.
- Cara revela que las corrientes de agua funcionan como una barrera telepática.
- Astrid aconseja a Stephen usar sus poderes para divertirse.
- Stephen le confiesa a Cara que cree que existe una conexión especial entre ellos.
- Astrid conoce a Cara en este episodio.
- Stephen lee los pensamientos de Astrid y descubre que está enamorada de él.
- Cara le confiesa a John que mantuvo relaciones sexuales con Stephen.
- Jedikiah bloquea los poderes de Stephen con una pulsera diseñada por Roger.
- John decide vengarse de Stephen haciéndolo quedar en ridículo en un partido de baloncesto.
- John salva a Stephen de morir ahogado.
- Cara le confiesa a John que existe una conexión especial entre ella y Stephen pero va a negarlo siempre.
- John y Cara se reconcilian en este episodio.
- Stephen revela a Cara y John que tuvo una visión de su padre y cree que está vivo.

- Aparentemente, Roger se encuentra en una especie de limbo, como referencia al presente episodio.
- Roger le dice a Stephen que busque en tánatos que resulta ser el título del siguiente episodio.

## Banda sonora[3]
| N.º | Intérprete                  | Título             | Álbum          |
| --- | --------------------------- | ------------------ | -------------- |
| 1   | Bend and Peel               | Far From Here      | Find Me        |
| 2   | The Mezcals                 | Never Come Back    |                |
| 3   | Danny Brown                 | Smokin & Drinkin   | Old            |
| 4   | Belief & Karniege           | Sound The Alarm    |                |
| 5   | Timbaland ft. Nelly Furtado | Morning After Dark | Shock Value II |
| 6   | The Unknown                 | Come and Get It    |                |

## Recepción

### Recepción de la crítica
Jim McMahon de IGN calificó al episodio de bueno y le otorgó una puntuación de 6.0, comentando que "fue el primer episodio completamente desechable de la temporada en cuanto a la historia en general. Después de semanas de historias de origen e intriga sobre la estructura de poder de Ultra, este episodio fue casi enteramente entregado a la angustia adolescente. Lo más interesante fue que nos enteramos que el agua puede suprimir sus habilidades telepáticas". Además, sobre el villano de la semana dijo que "la escena de apertura estaba muy bien hecha y fue espeluznante, estableciéndolo como un tipo particularmente desagradable", añadiendo que "aparte de un par de escenas de lucha, no era más que relleno para un episodio que dio prioridad a historias de amor menos que agradables. Es una pena ya que este era un tipo legítimamente horrible y dejó entrever las cosas malas que podrían pasar cuando los poderes de los Chicos del mañana se presenta en la persona equivocada", dijo. "Es la clase de monstruo que hace ver que Jedikiah tiene toda la razón en su misión para cazar a todos, por lo menos para su control, si no eliminar sus capacidades", finalizó.

### Recepción del público
En Estados Unidos, Limbo fue visto por 1.70 millones de espectadores, recibiendo 0.6 millones de espectadores entre los 18 y 49 años, de acuerdo con Nielsen Media Research.